# I-401 (sous-marin)
L'I-401 (イ-401) est un sous-marin de classe Sen-Toku (伊四〇〇型潜水艦, I-yonhyaku-gata Sensuikan) en service dans la marine impériale japonaise durant la Seconde Guerre mondiale.
Ce fut, avec ses 2 sister ships, durant cette période le plus gros sous-marin à propulsion conventionnelle jamais construits.

## Conception et description
Les sous-marins de la classe I-400 étaient équipés de quatre moteurs diesel de 1 680 kW (2 250 ch) et transportaient suffisamment de carburant pour faire le tour du monde une fois et demie. Avec une longueur totale de 122 m, ils déplaçaient 5 900 t, soit plus du double de leurs contemporains américains typiques. Jusqu'à la mise en service du sous-marin lanceur de missiles balistiques USS Benjamin Franklin en 1965, les sous-marins de la classe I-400 étaient les plus grands jamais mis en service.
La section transversale de la coque sous pression avait une forme unique en forme de huit qui lui donnait la force et la stabilité nécessaires pour supporter le poids d'un grand hangar à avions cylindrique et étanche, de 31 mètres de long et de 3,5 mètres de diamètre, situé approximativement au milieu du navire sur le pont supérieur. La tour de contrôle a été décalée sur bâbord pour permettre l'arrimage de trois bombardiers torpilles Aichi M6A1 Seiran ("Tempête en ciel clair") équipés de flotteurs le long de la ligne centrale,. Les hydravions étaient lancés à partir d'une catapulte de 37 mètres sur le pont avant, à l'avant du hangar. Une grue repliable permettait au sous-marin de récupérer ses hydravions à flotteurs dans l'eau.
En plus des trois hydravions, chaque sous-marin de la classe I-400 était armé de huit tubes de torpilles de 533 mm, tous à l'avant, avec 20 torpilles Type 95,, un canon de pont de 14 cm/40 Type 11 à l'arrière du hangar, trois canons antiaériens Type 96 à triple montage étanches montés au sommet du hangar — un à l'avant et deux à l'arrière de la tour de contrôle — et un seul canon antiaérien Type 96 de 25 mm monté juste à l'arrière du pont.
Les sous-marins de la classe I-400 disposaient d'un système de trim spécial assez bruyant qui leur permettait de traîner en immersion et à l'arrêt en attendant le retour de leur appareil,; des câbles de démagnétisation destinés à protéger des mines magnétiques en annulant le champ magnétique du sous-marin; un radar de recherche aérienne, deux radars de recherche aérienne/surface et un récepteur d'alerte radar; et un revêtement anéchoïque destiné à rendre la détection du sous-marin en immersion plus difficile en absorbant ou en diffusant les impulsions du sonar et en amortissant les réverbérations des machines internes du sous-marin,,.

## Construction et mise en service
Construit par l'Arsenal naval de Sasebo au Japon, le I-401 est mis sur cale le 26 avril 1943. Il est lancé le 11 mars 1944 et est achevé et mis en service le 8 janvier 1945,.

## Historique

### Seconde Guerre mondiale

#### Janvier-mai 1945
Lors de sa mise en service, le I-401 a été rattaché au district naval de Kure et affecté à la 1re division de sous-marins de la 6e Flotte - qui comprenait également son navire jumeau (sister ship) I-400 et les sous-marins I-13 et I-14 , Il a également été affecté au 11e escadron de sous-marins pour des exercices d'entraînement. Le jour de sa mise en service, le navire amiral de la 1re division de sous-marins a quitté Sasebo pour commencer des exercices d'entraînement dans la partie ouest de la mer intérieure de Seto avec le I-13 et le I-400. Il se trouvait à Kure, au Japon, le 19 mars 1945 lorsque la Task Force 58 de l'US Navy (la marine américaine) a lancé la première frappe aérienne alliée contre l'arsenal naval de Kure. Plus de 240 avions des porte-avions USS Essex, Intrepid, Hornet, Wasp, Hancock, Bennington, et Belleau Wood ont attaqué les navires japonais dans le port de Kure. Les avions américains ont mitraillé le I-401, mais il n'a pas été endommagé.
Le 11 avril 1945, le I-401 appareilla de Kure avec le commandant de la 1re division de sous-marins, le capitaine Tatsunosuke Ariizumi, et s'embarqua à destination de Dairen, en Mandchourie, où il devait charger du fioul pour son retour au Japon. Le I-401 s'échoua peu après avoir quitté le port, mais se libéra et poursuivit son voyage. Le 12 avril 1945, cependant, il fit exploser une mine posée par un B-29 Superfortress de l'armée de l'air américaine dans l'Iyo Nada, dans la mer intérieure de Seto, à 750 mètres au nord-est du phare de Himeshima, en direction de 37 degrés par rapport au phare. L'explosion a endommagé certains de ses instruments et les soupapes de son ballast arrière, l'obligeant à retourner à Kure pour y être réparé. Il a été réparé en mai 1945, et les ouvriers du chantier naval ont installé un snorkel à bord pendant qu'il était en réparation.

#### Opération du canal de Panama
Au 1er juin 1945, les quatre sous-marins de la 1re division de sous-marins avaient été ravitaillés en carburant et équipés de snorkel. Ce jour-là, ils sont partis de Kure pour un voyage via le détroit de Shimonoseki, le détroit de Tsushima et la mer du Japon jusqu'à la baie de Nanao sur la côte ouest de Honshu, près de Takaoka, au Japon. Après leur arrivée dans la baie de Nanao le 4 juin 1945, six hydravions Aichi M6A1 Seiran ("Tempête en ciel dégagé") du 631e Groupe aéronaval basé à Kure les ont rejoints, après une escale à Fukuyama, au Japon. Le 6 juin 1945, les sous-marins et les hydravions commencèrent à s'entraîner aux opérations aériennes de nuit en préparation d'une attaque aérienne surprise du Japon contre le canal de Panama. Les sous-marins devaient lancer dix hydravions M6A1, qui devaient frapper les écluses de Gatun par l'est avec six torpilles et quatre bombes, vidant le lac Gatun et bloquant le canal à la navigation pendant des mois. Au cours de l'entraînement, les Japonais ont démontré que quatre hommes entraînés pouvaient préparer un des hydravions pour le lancement à partir d'un sous-marin en sept minutes et que chaque sous-marin pouvait assembler, alimenter, armer et lancer les trois hydravions qu'il transportait en 45 minutes. Malgré divers obstacles - la présence de mines et de sous-marins de l'US Navy et la pénurie d'essence d'aviation - les sous-marins et les hydravions ont lancé un certain nombre de frappes aériennes simulées.
Alors que la 1re division de sous-marins se trouvait encore dans la baie de Nanao, la chute imminente d'Okinawa aux mains des forces américaines et le rythme croissant des frappes aériennes des porte-avions alliés sur les îles intérieures japonaises ont incité le quartier général impérial japonais à annuler la frappe du canal de Panama le 12 juin 1945 et à décider à la place d'utiliser les sous-marins et leurs hydravions pour frapper le mouillage de la flotte alliée à Ulithi dans les îles Caroline. Les sous-marins et les hydravions ont terminé leur entraînement de vol le 19 juin 1945, et tous les hydravions M6A1 ont décollé des eaux de la baie de Nanao ce jour-là. L'un d'entre eux n'est pas revenu, et les corps de ses deux équipiers ont ensuite été rejetés sur le rivage de Sadogashima.

#### Opération Arashi
Le 25 juin 1945, à 13h25, la flotte combinée a donné l'ordre d'attaquer Ulithi, dans le cadre de l'opération Arashi ("Tempête de montagne"). Les ordres prévoyaient que des I-13 et I-14 transporteraient des hydravions de reconnaissance Nakajima C6N1 Saiun (Iridiscent Cloud"; nom de code allié "Myrt") à Truk, dans les îles Caroline, à la fin du mois de juillet 1945. Dans le cadre de l'opération Hikari ("lumière écartale"), les hydravions C6N devaient effectuer une reconnaissance d'Ulithi, en notant la présence et l'emplacement des porte-avions et des transports de troupes alliés. Le 17 août 1945, les I-400 et I-401 devaient alors lancer un total de six hydravions M6A1 - qui devaient utiliser les informations de reconnaissance pour les aider à cibler les navires alliés - pour une frappe nocturne sous la pleine lune contre le mouillage d'Ulithi, chaque pilote recevant une injection d'hormones pour améliorer sa vision nocturne et chaque hydravion étant armé d'une bombe de 800 kg. Après l'attaque, les hydravions devaient se poser près des sous-marins, et les I-13, I-14, I-400 et I-401 devaient tous se rendre à Singapour, où dix nouveaux hydravions M6A les attendaient pour les embarquer en vue d'une nouvelle attaque.
Le 13 juillet 1945, le I-401 quitte la baie de Nanao à destination de Maizuru, au Japon, qu'il atteint le même jour. Il commence à charger des munitions et trois mois de provisions. Après une cérémonie d'adieu pour les équipages des hydravions, le 18 juillet 1945, à l'auberge Shiraito de Maizuru, à laquelle assistait le commandant en chef de la 6e Flotte, le vice-amiral Tadashige Daigo, les I-400 et I-401 se mirent en route pour Ōminato dans le nord de Honshu le 20 juillet 1945, escortés par un dragueur de mines. Le I-401 a atteint Ōminato le 21 juillet 1945 et le I-400 le 22 juillet, et après leur arrivée, leurs équipages ont reçu un jour de permission à terre, les hydravions ont eu leurs marquages japonais remplacés par des marquages américains, et chaque sous-marin a apporté à bord une maquette du mouillage de Ulithi comme aide à l'entraînement des pilotes. Le 23 juillet 1945, le I-400 a quitté Ōminato à 14 heures, suivi du I-401 à 16 heures Les deux sous-marins ont emprunté des routes distinctes dans l'océan Pacifique, loin à l'est du Japon, et ont prévu de se retrouver au large de Ponape, dans les îles Caroline, le 16 août 1945.
Un peu plus de quatre heures seulement après le début de son voyage, le I-401 était en surface dans le détroit de Tsugaru à 20h15 le 23 juillet 1945 lorsque deux batteries d'artillerie côtière de l'armée impériale japonaise sur la côte de Hokkaido au cap Shiokubi l'ont pris pour un sous-marin allié et ont ouvert le feu sur lui avec des obusiers Type 96 de 15 cm. Après qu'un des obus ait atterri à seulement 300 mètres de son quartier bâbord, le I-401 s'est immergé. Après avoir quitté le détroit de Tsugaru à 6h30 le 24 juillet 1945, il a refait surface, et Ariizumi a transmis un message protestant contre le bombardement de l'artillerie côtière. Le 31 juillet 1945, le I-401 se trouvait au large de l'île Marcus lorsque Ariizumi lui ordonna de rester en surface et de se déplacer à 19 noeuds (35 km/h) pour rattraper le temps perdu et arriver au rendez-vous avec le I-400 dans les délais prévus.
Préoccupé par le niveau d'activité élevé des avions et des navires de surface américains à proximité du point de rendez-vous prévu, Ariizumi décide le 14 août 1945 de changer de cap à l'est des îles Marshall et de rejoindre le I-400 à un nouvel endroit situé à 100 milles nautiques (190 km) au sud de Ponape dans la soirée. Il a transmis les nouveaux plans dans un message codé au I-400, mais ce dernier n'a jamais reçu le message, et lorsque le I-401 a fait surface au point de rendez-vous 30 minutes après le coucher du soleil, le I-400 était introuvable. Selon les plans d'urgence, si les sous-marins manquaient leur rendez-vous, ils devaient tenter une autre rencontre au sud d'Ulithi à 3 heures le 17 août 1945 et lancer leur attaque aérienne, de sorte que le I-401 se rendit à ce point de rendez-vous. Entre-temps, Ariizumi consulta la 6e Flotte et un consensus fut atteint pour reporter le raid d'Ulithi au 25 août 1945.
Le 15 août 1945, l'empereur Hirohito annonça que les hostilités entre le Japon et les Alliés prendraient fin ce jour-là. Les officiers supérieurs à bord du I-401 ne considérèrent pas cette annonce comme crédible et décidèrent de poursuivre l'attaque prévue sur Ulithi. Tôt le matin du 16 août 1945, le I-401 se dirigea vers le rendez-vous avec le I-400. Cependant, lorsqu'il fit surface après le coucher du soleil le 18 août 1945, il reçut l'ordre de la 6e Flotte d'annuler l'attaque, et plus tard dans la journée, il reçut l'ordre de se diriger vers Kure. Bien que son équipage ait exhorté ses officiers à se diriger plutôt vers Truk et à continuer le combat, Ariizumi décida qu'il se dirigerait vers la baie de Nanao ou Ōminato, après quoi son équipage le saborderait pour éviter de le livrer aux Alliés, et il se dirigea vers le Japon.

#### La fin de la guerre
Le 26 août 1945, le I-401 a reçu l'ordre de hisser un drapeau noir de reddition et de se désarmer. En conséquence, son équipage a rassemblé ses trois hydravions M6A1 et les a catapultés sans équipage dans la mer, a largué leurs bombes par-dessus bord, a tiré toutes ses torpilles et a détruit tous ses journaux de bord, ses cartes, ses livres de codes et ses documents secrets.
Le I-401 se trouvait dans l'océan Pacifique, au large de la côte de Sanriku à l'est de Honshu, dans la nuit du 28 au 29 août 1945, lorsque le sous-marin USS Segundo de la marine américaine l'a détecté sur son radar et, vers minuit, les vigies du I-401 ont aperçu le Segundo, qu'il a identifié comme un navire suspect. Le I-401 a naviqué à pleine vitesse pour tenter d'établir le contact, mais son moteur diesel bâbord est tombé en panne à l'aube du 29 août 1945 et le Segundo lui a ordonné de s'arrêter. Son officier de navigation est monté à bord du Segundo, dont l'équipage lui a dit que le I-401 devait se rendre. Lorsque Nambu a reçu cette information, il a contacté Tokyo à 5 heures pour recevoir des instructions et a reçu l'ordre de rendre son sous-marin. Un équipage de prise du Segundo, composé de l'officier exécutif et de cinq hommes enrôlés, est alors monté à bord du I-401, et l'équipage du I-401 leur a offert une bouteille de whisky Suntory.
Après que les écoutilles du I-401 aient été enchaînées pour l'empêcher de s'immerger sans couler, l'équipage du prise du Segundo lui a ordonné de se rendre à Yokosuka, au Japon, avec le commandant en second aux commandes du I-401. Ariizumi a insisté pour que le I-401 se rende plutôt à Ōminato et s'y saborde, mais après que Nambu ait désapprouvé et obéi aux ordres américains de se rendre à Yokosuka, Ariizumi s'est suicidé dans sa cabine, en se tirant dessus avec son pistolet alors que le I-401 était en mer des Philippines au large d'Izu Ōshima le 30 août 1945. L'équipage du I-401 a enveloppé son corps dans un drapeau et l'a jeté par-dessus bord par une écoutille sans que les Américains ne s'en aperçoivent. Ariizumi avait commis des crimes de guerre alors qu'il commandait le sous-marin I-8 pendant la Seconde Guerre mondiale, et des soupçons sont apparus par la suite selon lesquels l'équipage du I-401 avait débarqué Ariizumi près de Sendai avant qu'il ne se rende ou qu'il avait nagé jusqu'à terre dans la baie de Tokyo pour éviter les poursuites, mais ces théories n'ont pas été prouvées.

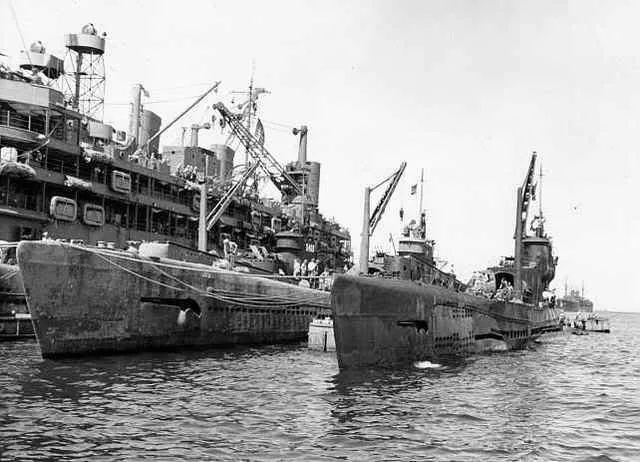
Le I-401 entre le ravitailleur de sous-marins américain USS Proteus (à gauche) et le sous-marin japonais I-14 (à droite) après la fin des hostilités en 1945.

Le I-401 et le Segundo sont arrivés dans la baie de Sagami sur la côte de Honshu à 5 heures le 31 août 1945. Le drapeau américain a été hissé sur le I-401, et Nambu a remis à l'officier commandant l'équipage de prise deux katana en symbole de reddition. Plus tard dans la journée, un nouvel équipage du ravitailleur de sous-marins USS Proteus est venu à bord du I-401 et a pris la relève de l'équipage du Segundo, après quoi le I-401 s'est rendu à Yokosuka et s'est amarré avec le I-14 près du Proteus et de douze sous-marins de la marine américaine choisis pour représenter la force sous-marine de la marine américaine lors de la cérémonie de reddition japonaise dans la baie de Tokyo. À 8 heures le 1er septembre 1945, le drapeau de bataille de la marine impériale japonaise du I-401 a été mis en berne et, lors de la cérémonie de reddition du 2 septembre 1945, le commandant de la force sous-marine de la flotte américaine du Pacifique (COMSUBPAC), le vice-amiral Charles A. Lockwood, a ordonné que son drapeau personnel soit hissé à bord du I-401.

### Après-guerre
Les Japonais ont rayé le I-401 de la liste de la Marine le 15 septembre 1945. Le 29 septembre 1945, le commandant de la Task Force 38 (Force opérationnelle 38) de la Marine américaine, le vice-amiral John H. Towers, l'a inspecté.
Le 29 octobre 1945, le I-401 a fait route de Yokosuka vers le sud, en direction de Sasebo, avec un équipage américain de 40 hommes à bord en compagnie du I-14, du I-400 et du navire de sauvetage sous-marin USS Greenlet. Les navires ont rencontré une forte tempête au cours de leur voyage, et les équipages américains du I-400 et du I-401 ont noté que la construction à double coque des sous-marins de la classe I-400 leur permettait de naviguer remarquablement bien dans la mer formée. Les navires sont arrivés à Sasebo le 1er novembre 1945.
Après avoir chargé des vedettes japonaises sur leurs ponts pour servir de canots de sauvetage, les I-400, I-401 et I-14 quittèrent Sasebo le 11 décembre 1945 sous escorte du Greenlet à destination de Pearl Harbor, Hawaï, s'arrêtant en cours de route à Apra Harbor sur Guam dans les îles Mariannes du 18 au 21 décembre 1945, puis à Eniwetok dans les îles Marshall, et enfin à Kwajalein pour la nourriture et les provisions du 26 au 27 décembre 1945. Ils sont arrivés à Pearl Harbor le 6 janvier 1946 et se sont amarrés à la base sous-marine, où un groupe de la marine américaine et des célébrités locales les ont accueillis. Le 16 janvier 1946, le I-401 a effectué des exercices avec le sous-marin USS Puffer et le I-401 et le I-14 ont effectué des essais radar avec le sous-marin USS Steelhead.

### Disparition
Les relations d'après-guerre avec l'Union soviétique se détériorant rapidement et les États-Unis craignant de plus en plus qu'en vertu des accords d'après-guerre, les Soviétiques exigent l'accès aux sous-marins japonais capturés qui fourniraient à la marine soviétique des informations précieuses sur les conceptions avancées des sous-marins japonais. Le 26 mars 1946, la marine américaine a donné l'ordre de couler tous les sous-marins japonais capturés. En conséquence, la marine américaine a coulé le I-401 comme cible lors des essais de l'explosif Mark 10 Mod 3 au large de Pearl Harbor le 31 mai 1946 dans le cadre de l'opération Road's End.
Le 31 mai 1946 à 10 h 59, il sombre par la poupe au large de Pearl Harbor, après avoir été touché par deux torpilles électriques Mark 18 tirées par l'USS Cabezon du commander O. R. Cole.

### Découverte de l'épave
Le 17 mars 2005, les submersibles de plongée profonde Pisces IV et Pisces V du Hawaii Undersea Research Laboratory (HURL ou Laboratoire de recherche sous-marine d'Hawaii) ont retrouvé l'épave du I-401 au large de Kalaeloa, à Hawaii, à la position géographique 21° 12′ N, 158° 07′ O. Le I-401 se trouve à une profondeur de 820 mètres (2 690 pieds) au large de Barbers Point. Les submersibles ont trouvé la proue du I-401 brisée juste devant le hangar de l'avion et se trouvant non loin du reste de la coque, reliée à celle-ci par un champ de débris. La coque principale repose verticalement sur le fond de la mer, et les chiffres "I-401" sont clairement visible sur les côtés de la tour de contrôle (kiosque). Ses canons antiaériens de 25 mm Type 96 semblent dans un état presque parfait.